# 행오버 (음악 그룹)
행오버는 대한민국의 음악 그룹이다. 2017년 싱글 《신데렐라》로 데뷔했다.

## 음반
- 신데렐라 (2017)
- Hot Thai (핫타이) (2017)
- Yellow Break Beat Down (Y.B.B.D) (2017)
- Fly to the sky (2017)
- Without You (2018)

## 공연
- 월드 디제이 페스티벌 (WORLD DJ FESTIVAL) (2017)

워터밤페스티벌 2017.2018.2019
태국 송크란페스티벌 
태국 TOUR 투어 공연
필리핀 일로일로 KPOP Organize 10th
필리핀 세부 OQTAGON 
베트남 호치민 K-EDM FESTIVAL
중국 30개 도시 TOUR Party 공연

## 피처링
- Ferry, Beatrappa <Trap Code> (2017)